# 카밀 샤문
카밀 니므르 샤문(아랍어: كميل نمر شمعون, 프랑스어: Camille Nimr Chamoun, 1900년 4월 3일 ~ 1987년 8월 7일)은 레바논의 정치인으로 1952년부터 1958년까지 레바논의 대통령을 역임했다. 레바논 내전 기간 동안 레바논의 주요 기독교 지도자 가운데 한 명이었다.

## 생애 초반과 교육
카밀 니므르 샤문은 1900년 4월 3일에 오스만 제국의 지배를 받고 있던 레바논 데이르엘카마르에서 마론파 가문의 아들로 태어났으며 베이루트 세인트 조지프 대학교에서 법학 학위를 받았다. 샤문은 1930년에 젤파 타베트와 결혼하여 2명의 아들인 도리 샤문, 다니 샤문을 두었는데 두 아들 모두 나중에 샤문이 창당한 국가자유당의 정치인이 되었다.
샤문은 1934년에 레바논 의회 의원으로 처음 선출되었고 1937년과 1943년에 레바논 의회 의원으로 다시 선출되었다. 샤문은 1943년 11월 11일에 레바논의 독립을 요구하다 체포되어 11일 동안 라샤샤 성에 수감되었다. 이 과정에서 베샤라 엘쿠리, 리아드 알솔흐도 수감되었는데 두 사람은 나중에 프랑스에서 독립한 신생 공화국인 레바논의 초대 대통령과 총리를 각각 역임하게 된다. 그러나 레바논의 독립기념일인 11월 22일에 대중들의 대규모 항의를 계기로 석방되었다.
샤문은 1947년과 1951년에 당시 국회라고 불리던 레바논 의회 의원으로 연달아 선출되었다. 그러나 1944년부터 1946년까지 영국 주재 레바논 대사를 지냈고 나중에 유엔 주재 레바논 대사를 지내면서 자리를 자주 비웠다. 1946년 12월부터 1947년 6월까지 레바논 재무부 장관을 지냈다.

## 1958년 위기
1952년에 베샤라 엘쿠리 대통령이 부패 혐의로 사임하자 샤문 대통령이 후임으로 선출되었다. 그의 임기가 끝나갈 무렵에 레바논의 무슬림(특히 수니파) 공동체에서 상당한 지지를 받은 범아랍주의 진영과 다른 단체들이 1958년 6월에 샤문 정부가 불법적으로 대통령 임기를 연장하려고 하자 샤문 정부를 전복시키려 시도했다. 이러한 분위기는 수니파 정치인들이 항상 그의 정치와 그들의 선거구와 대중 권력 기반에 대한 그들의 관계를 정당화할 수 없었기 때문에 대통령 임기 6년 동안 9명의 총리들이 내각을 구성했다는 것을 보여주는 것일지도 모른다. 그러한 사실은 시돈의 엘비즈리 정치 기반에 맞닥뜨린 압력에서 뚜렷하게 드러났으며 오랜 기간 동안 의회 의회를 이끌었던 나지흐 엘비즈리는 샤문의 대통령 임기 동안에 각료를 지냈다.
시위 시작과 동시에 시돈에 있는 진원지와 함께 국가의 불안에 직면한 샤문은 결국 새로운 아이젠하워 독트린에 따라 미국에 도움을 요청했고 미국 해병대는 레바논의 수도인 베이루트에 상륙했다. 게다가 친한 친구이자 정치적 동맹인 나이임 모가브가브는 샤문의 입지를 강화하기 위해 군사 집단을 조직하고 이끌었다. 나임 모가브가브와 카말 줌블라트의 부하들이 충돌하여 유혈 사태가 발생한 곳인 베이루트와 슈프구에서도 많은 전투가 벌어졌다. 반란은 진압되었지만 무슬림들의 분노를 달래기 위해 무슬림 사회에서 상당한 인기를 누리고 있는 기독교인이라고 자처한 푸아드 셰하브 장군이 샤문의 후임으로 선출되었다. 드와이트 아이젠하워 미국 대통령의 개인 대표 자격으로 레바논에 파견됐던 미국의 외교관인 로버트 D. 머피는 레바논 헌법 절차에 따라 샤문이 정상적으로 임기를 마치고 셰하브가 당선될 수 있도록 하는 데에 큰 역할을 했다.

## 국가자유당 창당
샤문은 1958년에 대통령 자리에서 물러난 다음에 국민자유당을 창당하였다. 샤문은 1960년에 다시 국회의원으로 선출되어 셰하브 대통령을 경악하게 만들었다. 샤문은 1964년 총선거에서 선거구의 경계 변경으로 인해 패배했고 샤문과 그의 지지자들은 이를 고의적인 게리맨더링이라고 항의했다. 샤문은 1968년에 레바논 의회 의원으로 다시 선출되었고 1972년 총선거를 끝으로 레바논 의회 선거에 불출마했다. 국가자유당은 1968년 총선거 이후에 레바논 의회 99석 가운데 11석을 차지하여 악명높은 레바논 의회에서 가장 큰 단일 정당이 되었다. 이 정당은 레바논의 주요 종교 신앙 고백에서 대표자를 선출한 유일한 정당이었다.

## 레바논 내전
샤문은 1970년대와 1980년대에 내무부 장관을 포함한 내각의 다양한 장관직을 역임하였다. 샤문과 그가 속한 국가자유당은 레바논 내전(1975년 ~ 1990년) 당시에 니므르 민병대('니므르'는 아랍어로 "호랑이"라는 뜻)를 조직하고 참여했다. 샤문은 전쟁 초기에 대부분의 기독교 정치인들과 정당들이 연합한 레바논 전선의 설립을 도왔는데 카타이브가 장악한 연합 민병대는 레바논군으로 알려지게 되었다. 샤문은 1976년부터 1978년까지 레바논 전선의 수장을 역임했다.
1976년 베이루트에서 보낸 외교 전문에서 미국 특사인 L. 딘 브라운은 "만약 내가 프랜지, 샤문, 그리고 제마옐과의 만남에서 얻은 것이 아무것도 없다면 그들의 기독교의 목을 구하는 가장 큰 희망이 시리아라는 것은 그들의 분명하고 명확하며 틀림없는 믿음이다. 시리아의 하페즈 알아사드 대통령이 십자군의 새로운 화신인 것 같다."라고 전했다.
샤문은 처음에 시리아와 동맹을 맺었고 1976년에는 레바논 국민운동과 팔레스타인 동맹에 대항하기 위해 시리아 육군을 초청했다. 하지만 시리아군의 레바논 주둔에 반대하는 쪽으로 기울게 된다. 국가자유당의 니므르 민병대는 1980년에 샤문의 정적인 바시르 제마옐을 지지하던 기독교도 민병대의 기습 공격으로 사실상 파괴되었다. 이스라엘이 레바논을 침공한 이후에 샤문은 시리아의 레바논 점령에 대항하기 위해 이스라엘과 전략적 협력을 하기로 결정했다.
바시르 제마옐은 1982년 8월에 레바논의 대통령에 당선되었으나 취임하기도 전에 암살되었다. 샤문은 출마를 선언했으나 미국이 바시르 게마옐의 형인 아민 제마옐을 지지하자 선거 하루 전에 사퇴했다.

## 죽음
샤문은 1984년에 부총리로써 국민 통합 정부에 합류하는 데 동의했다. 샤문은 1987년 8월 7일에 베이루트에 위치한 세인트 조지 병원에서 심장마비로 인하여 향년 87세의 나이로 사망했다. 샤문은 말년을 그의 조수인 아이다 야수시, 야수시의 남편인 조제프 웨흐베의 보호를 받으면서 보냈다. 샤문은 레바논의  주요 기독교 민족주의 지도자 중 한 명이며 레바논의 전쟁 이전 정치인들 가운데 마지막 중요한 인물 중 한 명으로 기억되고 있다.